# Otto Schwerdtner
Otto Schwerdtner (* 1883 in Leipzig; † 1957 in Stuttgart) war ein deutscher Maler und Grafiker. 

## Leben
Schwerdtner zog 1903 nach Stuttgart und studierte dort an der Staatlichen Akademie der Bildenden Künste Stuttgart bei Adolf Hölzel. Nach seinem Kriegseinsatz (unter anderem in Flandern) lebte er ab 1918 wieder in Stuttgart, wo er 1928 eine Druckerei gründete. 
Seine Werke befinden sich unter anderem in der Graphischen Sammlung der Staatsgalerie Stuttgart und im Kunstmuseum Reutlingen.